# Порт-Пірі
Порт-Пірі (англ. Port Pirie)  — місто в Австралії, розташоване в штаті Південна Австралія.

## Географія
Висота центру міста становить 2 метри над рівнем моря.

## Транспорт
У Порт-Пірі є аеропорт.

## Демографія
Населення міста за роками:
| 1986   | 1991   | 1996   | 2001   | 2006   | 2010   |
| ------ | ------ | ------ | ------ | ------ | ------ |
| 14 597 | 14 398 | 13 633 | 13 254 | 13 206 | 13 040 |